# Pleopeltis coenosora
Pleopeltis coenosora är en stensöteväxtart som beskrevs av Robbin C. Moran. Pleopeltis coenosora ingår i släktet Pleopeltis och familjen Polypodiaceae. Inga underarter finns listade.